# Xã Haram, Quận Bottineau, Bắc Dakota
Xã Haram (tiếng Anh: Haram Township) là một xã thuộc quận Bottineau, tiểu bang Bắc Dakota, Hoa Kỳ. Năm 2010, dân số của xã này là 72 người.